# Vespa parasitoide
O termo vespas parasitas, vespas parasíticas ou vespas parasitóides, refere-se a uma série evolutiva de superfamílias de himenópteros, especialmente da subordem Apocrita. Os Apocrita parasitóides estão divididos em algumas dezenas de famílias. São parasitoides de diversos animais, nomeadamente outros artrópodes. Muitas são considerados benéficos aos humanos visto que controlam populações de pestes agrícolas. Outras não são benéficas uma vez que desenvolvem hiperparasitismo, atacando parasitóides benéficos.
Colocam um ou mais ovos, normalmente na fase larvar de outros artrópodes, embora muitas espécies também ataquem o estádio adulto imago, que será morto pelo estádio larvar do parasita. A interacção entre as vespas parasitas e respectivos hospedeiros pode ser muito complexa e variada. Por exemplo, verifica-se que algumas plantas emitem compostos voláteis, tais como o salicilato de metilo, que atraem certas vespas que matam os insectos herbívoros.

## Polydnaviridae
Um dos principais, se não o principal obstáculo para o desenvolvimento da larva da vespa parasita é o sistema imunológico do hospedeiro. Várias estratégias foram então desenvolvidas para contornar ou remover esse obstáculo. Por exemplo, algumas espécies de vespas parasitas injectam ao mesmo tempo que os seus ovos, um veneno que afecta o funcionamento do sistema imunológico do hospedeiro. Em outras espécies são injectadas partículas virais no hospedeiro. Este último caso é particularmente interessante, uma vez que é uma forma de simbiose entre um organismo eucariota e um vírus. De facto, vários grupos de vespas incorporaram nos seus próprios genes, o genoma proviral de um Polydnaviridae. Alguns dos genes codificam partículas que interferem com o sistema imunitário e o desenvolvimento do hospedeiro. Esta estratégia de simbiose parece ter favorecido a radiação adaptativa dessas vespas, estimando-se que existam dez mil espécies de vespas parasitas com um vírus simbiótico.

## Defesa do hospedeiro
As vítimas dos parasitóides possuem defesas que podem utilizar. Muitas tentam se esconder das vespas. A camada protectora dos ovos e a cutícula das presas podem ser mais espessas com vista a evitar a penetração. Quando a vespa se aproxima, a presa pode simplesmente fazer cair-se da planta onde se encontra, ou lutar para se ver livre da vespa fêmea. Algumas presas regurgitam na vespa para a emaranhar. O contorcer da presa pode por vezes complicar o ataque, fazendo com que a vespa falhe a ovoposição na mesma. No caso das pupas, a vespa pode ficar presa nos fios de seda que a envolvem. Algumas lagartas podem atacar activamente as vespas e algumas segregam compostos venenosos que matam ou afastam o parasitóide. Formigas que possuem relações simbióticas com lagartas, afídeos ou insectos-escama, defendem-os dos ataques das vespas.
Mesmo as vespas parasitas são vulneráveis às vespas hiperparasitas. Algumas vespas parasitas alteram o comportamento do hospedeiro infectado fazendo com que construam uma rede de seda à volta da pupa das vespas, logo após emergirem, protegendo assim a mesma dos hiperparasitas.
Nos endoparasitóides, as células imunitárias do hospedeiro podem encapsular os ovos e as larvas das vespas. Nos afídeos, um endossimbionte secundário, Buchnera aphidicola transporta um fago latente. Este fago torna o afídeo relativamente imune ao seu parasita, matando grande parte dos seus ovos. No entanto, as vespas contrariam esse processo colocando mais ovos.
Algumas lagarta comem plantas que são tóxicas para si e para os parasitas, com vista a se curarem. As larvas de Drosophila melanogaster também se "auto-medicam" com etanol para tratar o parasitismo. As fêmeas de D. melanogaster colocam os seus ovos em comida que contém quantidades tóxicas de álcool, se detectarem vespas parasitas próximas.

## Taxonomia e sistemática
Historicamente, o sistema de classificação dos himenópteros incluía duas divisões ou infraordens na subordem Apocrita: uma delas é denominada "Parasitica", que contém a maioria das vespas parasitas. Porém, o termo Parasitica (ou o seu nome alternativo "Terebrantia") tornou-se obsoleto uma vez tratar-se de um grupo parafilético e as classificações recentes preferirem o uso de grupos monofiléticos.